# Самора, Антонио де
Анто́нио Само́ра (де Самора; исп. Antonio de Zamora, 1660, Мадрид — 1727, Оканья) — испанский лирик и драматург.
В 1689 году он уже занимал пост в Министерстве по делам Индии, департамент Новой Испании. Он был другом драматурга Франсиско Бансеса Кандамо, которого он сменил на посту официального поэта правительства в 1694 году. В 1696 году городской совет Мадрида нанял его в качестве композитора "Иероглифов для гробницы королевы-матери Марианы", исполненных во время погребальных обрядов 19 мая в монастыре Санто-Доминго-эль-Реаль; в 1698 году он стал камергером короля Карла II.
Городской совет также доверил ему надписи на королевском катафалке в той же церкви, и он сочинил свои погребальные обряды в стихах. Наконец, в честь Людовика, великого дофина, наследного принца Франции и отца Филиппа V Испанского, ему было поручено написать "Иероглифы" в 1711 году.
Ярый сторонник Дома Бурбонов во время войны за испанское наследство, он был вынужден скрываться от проавстрийских сторонников. Он отпраздновал въезд Филиппа V в Мадрид сакраментальным таинством "Брачный костюм души и тела", которое последовало за прецедентом Педро Кальдерона де ла Барки; он также отпраздновал это событие героической балладой под названием Epinicio métrico, Просфона нумерозо. Песня "Сарсуэла , любовь побеждает всё" была написана в честь рождения Людовика I в 1707 году и исполнялась в колизее Буэн Ретиро под музыку Антонио де Литереса; его музыкальная драма "Анжелика и Медоро" была исполнена на свадьбе Луиса. В 1722 году он опубликовал сборник своих работ под названием "Новые комедии", в котором он показан как последователь стиля Кальдерона, переработавший многие комедии семнадцатого века и прославивший популяризацию Рамона де ла Круса.
Он культивируется драматических жанров, популярных в то время: религиозные и Санкт-основан комедий ("Иуда Искариот", Утренняя звезда мадридского "Реала" и божественного труженика Сан-Исидро, Пращи Давида), исторические комедии (каждый из них - это происхождение Афар, "Орлеанская дева" (о Жанне д'Арк), защита тарифа, разрушение Фив) и номинальным комедий, из которых особо следует отметить Дон Доминго-де-Дон Блас и Дон Бруно де Калаорра, и особенно тот околдован силой, выпущенный в 1698 году и одна из его самых известных комедий, высмеивает дурак Дон Клаудио; в этом, а в стиле Мольер, он создаёт персонаж, который имеет больше пороков, чем добродетелей, характерных для мощных социально-классовой точки зрения экономики, ранг и мнимое моральное превосходство; в пьесе, его отказ жениться взамен предотвращает брак своей сестры, и его наглые, предвзяты и капризны отношение вызывать головную боль для своих слуг, друзей и врача. У остальных персонажей, которые его окружают, нет другого выбора, кроме как плести паутину обмана, в которой его заставляют поверить, что он проклят и умрёт, если не женится. Он использует все имеющиеся в его распоряжении средства для достижения этой цели. Это была самая известная работа его времени, выполнявшаяся более полутора веков. Ещё одной из его самых успешных работ было "Нет невыполненных сроков и неоплаченных долгов", или "Каменный гость", основанный на легенде о Доне Хуане, менее утончённой пьесе, чем у Тирсо де Молины, и более реалистичной, чем у Хосе Соррильи, поскольку у неё нет такого двусмысленного финала. Эта пьеса исполнялась каждый год на фестивале мёртвых, пока её не заменила работа Соррильи.
Замору также привлекали фольклорные и фантастические темы, как показано, например, в его популярной комедии "Волшебник из Салерно"). Он также разработал "сарсуэлу", которую назвал "музыкальной драмой"; в его либретто "Ветер-радость любви" была музыка Хосе де Небры; для этого типа работ он предпочитал мифологические темы.
Его драматические произведения были изданы в четырёх томах в Мадриде, 1722, под заголовком новых комедий (Комедиас Нуэвас кон Лос mismos saynetes кон ке се executaron) и в Мадриде, 1744 (Комедиас-де-Дон-Антонио де Самора-Жантиль-омбр дие Фру-де-ла-Каса-де-Су magestad, Y и Су офисиаль де ла Секретариат-де-Индиас, парте-де-Нуэва Эспанья). Его антреме представляют собой переходный период к популяризации Рамона де ла Круса, включая такие произведения, как "Пощёчины", "гурруминос" и "гурруминас", "Тяжба хозяйки и кола" и " Танцы любви торговца и"Суд Парижа", все из которых были выполнены, забавные и сатирические наброски; их можно найти в коллекции антреме Котарело.